# AIDAaura
AIDAaura — третье круизное судно, построенное на немецкой верфи Aker MTW Werft GmbH по заказу британской P&O Princess Cruises International Ltd. (Лондон)  и принятое в эксплуатацию в пароходстве AIDA Cruises 3 апреля 2003 г. Является судном-близнецом круизного судна AIDAvita.

## История
Закладка киля под заводским номером 004 на верфи Aker MTW в Висмаре состоялась в 2002 г. Церемония крещения судна состоялась после его передачи пароходству 12 апреля 2003 г. в Варнемюнде. Крёстной матерью судна стала Хайди Клум (нем. Heidi Klum). 
Летом 2006 г. AIDAaura совершала круизы с выходом с острова Крит, когда из-за войны в Ливане пришлось изменить маршрут и вместо Бейрута делать остановки в Мармарисе и на Санторине. Летом 2007 г. судно совершало круизы по Балтийскому морю из Варнемюнде в Таллин, Санкт-Петербург, Хельсинки, Стокгольм, Данциг, Копенгаген и Осло. В конце лета отправной гаванью стала Пальма-де-Майорка с целями: Чивитавеккья под Римом, Ливорно, Канны, Барселона, Тунис, Валлетта, Катания, Неаполь, Ивиса и Валенсия. 
Летом 2009 г. AIDAaura совершала круизы с выходом из Гамбурга, посещая Инвергордон, Фарерские острова, Исландию и Берген. 
Зимы судно проводило в Карибском море, в 2006, 2007 и 2008 годах на Ямайке, откуда совершало круизы в Колумбию, Панаму, Коста-Рику, Мексику, Гондурас, Белиз и на Каймановы острова.
Летом 2010 г. AIDAaura совершала круизы по Средиземному и Северному морям. С середины октября 2010 г. до середины апреля 2011 г. судно эксплуатировалось в Индийском океане, после чего до середины сентября 2011 г. снова на Средиземном море. 

### Вирус
29 февраля 2020 года, судно вышло в рейс из Гамбурга с 1200 пассажирами на борту к Норвегии, 2 марта в порту города Хёугесунн Норвегии задержалось на два дня из-за проверки семейной пары в подозрении вируса. Вирус не подтвердился.

## Примечание
1. ↑  Fakta om fartyg (швед.). Архивировано из оригинала 29 июля 2012 года.
2. ↑  Характеристики судна на странице faktaomfartyg (швед.). Архивировано из оригинала 29 июля 2012 года.
3. ↑  В Норвегии круизный лайнер простоял два дня на якоре из-за угрозы коронавируса | Новости из Германии о событиях в мире | DW | 03.03.2020. Дата обращения: 4 марта 2020. Архивировано 5 марта 2020 года.